# Brachiozoa
Brachiozoa je grupa životinja lofofora, uključujući Brachiopoda iPhoronida. Obuhvaćeni su i njihovi pretci, izumrli tomotidi.